# روکلوم
روکلوم (به آلمانی: Roklum) یک شهر در آلمان است که در Wolfenbüttel واقع شده‌است. روکلوم ۴۸۸ نفر جمعیت دارد.